# Mathilde de Bourgogne (apr. 1145-1201)
Pour les articles homonymes, voir Mathilde de Bourgogne.
Mathilde de Bourgogne, dite aussi Mahaut de Bourgogne, est dame de Limais et l'épouse du comte d'Auvergne Robert IV.

## Biographie
Elle est la fille du duc de Bourgogne Eudes II et de son épouse Marie de Blois. Elle épouse le comte Robert IV d'Auvergne avec qui elle a quatre enfants :
- Guillaume IX d'Auvergne, qui est devenu comte d'Auvergne de 1194 à 1195 ;
- Robert d'Auvergne (mort en 1234), doyen du chapitre de la cathédral d'Autun, évêque de Clermont (1195), puis archevêque de Lyon (1225) ;
- Guy II d'Auvergne (1165-1202), comte d'Auvergne de 1195 à 1222 ;
- Marie d'Auvergne (1180-1215), qui épouse Albert II de La Tour du Pin.

Elle meurt en 1202 et est inhumée à l'abbaye du Bouschet-Vauluisant, la nécropole des comtes d'Auvergne.